# Gabriel Airaudo
Gabriel Airaudo (Sunchales, Santa Fe, Argentina, 22 de diciembre de 1984) es un exfutbolista argentino que supo desempeñarse como arquero. Debido a una fuerte lesión en su rostro, tuvo que retirarse del fútbol profesional.

## Trayectoria
Nacido en la ciudad santafesina de Sunchales, Gabriel Airaudo se inició futbolísticamente en el Club Deportivo Libertad de esa ciudad. Luego fue transferido al Atlético de Rafaela, de la ciudad de Rafaela. Fue suplente de Marcelo Barovero y de Gastón Pezzuti y sólo debutó tras la lesión de este último; esto ocurrió el 30 de septiembre de 2007 en una victoria ante Unión, en el Estadio 15 de Abril de la ciudad de Santa Fe.
Tras la recuperación de Pezzuti, Airaudo regresó al banco de los suplentes. Sin embargo, el técnico Juan Amador Sánchez lo colocó como titular en los últimos partidos de la temporada 2007/08, en los que se destacó. Tras la llegada de Carlos Marcelo Fuentes como entrenador, Airaudo se afianzó como titular.
El 23 de mayo de 2010 durante un partido por la promoción frente a Gimnasia de La Plata, Airaudo chocó con el jugador Lucas Castro de Gimnasia, lo que le provocó siete fracturas en el rostro y una seria lesión en su ojo izquierdo, el cual casi pierde.

## Actualidad
Entre 2013 y 2015 Airaudo se dedicó a dirigir una escuela de fútbol infantil junto a Iván Juárez y Darío Gandín, quienes fueron compañeros suyos en la “Crema”. 
Actualmente es inmobiliario en la empresa Remax. 